# Fredericktown (Ohio)
Fredericktown es una villa ubicada en el condado de Knox, Ohio, Estados Unidos. Tiene una población estimada, a mediados de 2021, de 2645 habitantes.

## Geografía
La localidad está ubicada en las coordenadas 40°28′43″N 82°32′58″O / 40.47861, -82.54944. Según la Oficina del Censo de los Estados Unidos, Fredericktown tiene una superficie total de 5.38 km², de la cual 5.14 km² corresponden a tierra firme y 0.24 km² son agua.

## Demografía
Según el censo de 2020, en ese momento había 2648 personas residiendo en Fredericktown. La densidad de población era de 515.18 hab./km². El 94.71% de los habitantes eran blancos, el 0.30% eran afroamericanos, el 0.34% eran amerindios, el 0.19% eran asiáticos, el 0.11% eran isleños del Pacífico, el 0.72% eran de otras razas y el 3.63% eran de una mezcla de razas. Del total de la población, el 1.02% eran hispanos o latinos de cualquier raza.